# North American A-27
North American A-27 (NA-69) byl americký jednomotorový dvoumístný lehký bojový letoun odvozený od cvičného stroje se zatahovacím podvozkem North American BC-1A.

## Vznik
V roce 1940 objednala vláda Thajska deset kusů lehké dvoumístné bojové verze s výkonnější pohonnou jednotkou, kulometnou výzbrojí a se závěsníky pro pumy. Společnost North American Aviation z Inglewoodu vyrobila deset exemplářů s tovární šifrou NA-69, které úzce navazovaly na BC-1A a prototyp NA-11 pro Royal Canadian Air Force.
Odlišná byla zejména hvězdicová devítiválcová pohonná jednotka Wright R-1820-F52 Cyclone o vzletovém výkonu 654 kW s třílistou stavitelnou vrtulí. Před čelním štítkem kabiny nahoře na trupu kryly výstupky závěry dvou synchronizovaných kulometů Colt-Browning ráže 7,62 mm, po jednom dalším bylo ve vnějších částech obou polovin křídla.[zdroj⁠?!] Pátá zbraň téže ráže, tentokrát pohyblivá, se mohla instalovat na závěs v zadním prostoru osádky. Pod trupem a křídlem pak byly pumové závěsníky s celkovou únosností 180 kg. Letoun byl standardně vybaven dvojím řízením a mohl sloužit jako cvičný. Pro bojové akce bylo možné sejmout zasklení zadního prostoru kabiny.

## Nasazení
Během prosince 1940 výrobce odeslal desítku NA-69 v bednách lodí do Thajska. Během plavby však State Department export zakázal a loď s nákladem musela zakotvit ve filipínské Manile. Zde byly bedny vyloženy a předány místním stíhacím jednotkám United States Army Air Corps. Mechanici letouny sestavili a piloti zalétali. Zbrojíři pak stroje, přeznačené mezitím na A-27 (sériová čísla 41-18890 až 41-18899), vyzbrojili trupovými kulomety. Tyto zbraně totiž North American do draků neinstaloval, protože vývoz munice a zbraní podléhal jiným pravidlům a kulomety tak byly do Thajska dodávány odděleně.
Následně pak A-27 sloužily u stíhacích perutí USAAC/USAAF č. 3, 20, 21 a 34 vybavených typy Seversky P-35 a Curtiss P-40 Warhawk k udržovacím letům na základnách Nichols Field a Clark Field. Zde je 7. prosince 1941 zastihl japonský útok na ostrovy.
Plně vyzbrojený pár A-27 převzala ještě 2. pozorovací peruť USAAF pro průzkumné a podpůrné akce. Všechny A-27 brzy podlehly japonské přesile, poslední dobojovaly na letišti Clark Field.

## Uživatelé
- Spojené státy americké
  - United States Army Air Corps
  - United States Army Air Forces

## Specifikace
Údaje dle a American Attack Aircraft Since 1926

### Technické údaje
- Osádka: 2 (pilot a pozorovatel/střelec)
- Rozpětí: 12,80 m (42 stop)
- Délka: 8,85 m (29 stop)
- Výška: 3,75 m
- Nosná plocha: 24,00 m² (258 čtverečních stop)
- Hmotnost prázdného letounu: 2200 kg (4 250 lb)
- Vzletová hmotnost: 3080 kg (6 006 lb)
- Pohonná jednotka: 1 × hvězdicový motor Wright R-1820
- Výkon pohonné jednotky: 585 kW (785 hp)

### Výkony
- Maximální rychlost u země: 405 km/h (250 mph)
- Cestovní rychlost: 355 km/h (220 mph)
- Dolet s nákladem pum: 925 km (575 mil)
- Maximální dolet: 1287,5 km (800 mil)
- Dostup: 7800 m (28 000 stop)[1]

### Výzbroj
- 2 × synchronizovaný kulomet Browning ráže 7,62 mm v trupu
- 1 × pohyblivý kulomet Browning ráže 7,62 mm
- 4 × letecká puma o hmotnosti 100 lb na závěsnících pod křídly